# 위건 애슬레틱 FC
위건 애슬레틱 축구 클럽(영어: Wigan Athletic Football Club 위건 애슬레틱 풋볼 클럽[*], WAFC)은 잉글랜드 그레이터맨체스터주 위건을 연고로 하는 프로 축구 클럽이다.
1932년에 창단하였으며, 이후 67년간 스프링필드 파크를 홈구장으로 사용했으나 1999년에 DW 스타디움으로 이전하였다. 2005년에 구단 역사상 최초로 프리미어리그로 승격되었으나 2012-13시즌에 18위로 강등되었다.
위건은 전통적으로 파란색과 흰색 줄무늬의 상의에 파란색 하의의 유니폼을 사용하고 있으며, 클럽의 문양에는 황금색 왕관과 마가목이라는 나무가 그려져 있는데, 이 마가목은 지역 사투리로 위긴 트리(Wiggin tree)라 불리기 때문에 위건의 이름과 유사성을 띄고 있어 넣은 것이라고 한다.
클럽 역사의 대부분을 하부 리그에서 보냈기 때문에 메이저 대회에서 우승 기록이 전무하였으며 2006년 풋볼 리그 컵 결승에 오른 적이 있으나 준우승에 그쳤다. 풋볼 리그로 승격한 이후 볼턴 원더러스와 가장 강력한 라이벌 의식을 지니고 있으며, 프레스턴 노스 엔드, 올덤 애슬레틱, 블랙풀, 블랙번 로버스도 라이벌로 여겨진다.
2013년 5월 11일에 런던 웸블리 스타디움에서 열렸던 맨체스터 시티와의 FA컵 결승전에서 후반 교체출전한 벤 왓슨이 후반 추가시간에 헤딩 결승골을 터뜨리면서 FA컵 우승 트로피를 품에 안았다. 이로서 1932년 창단한 이후 메이저 대회 (프리미어리그/FA컵/리그컵)에서 첫 우승을 차지하며 창단 처음으로 UEFA 유로파리그 진출 티켓을 손에 넣었다.

## 기록

### 클럽 기록
경기 결과
- 최다 점수차 승리: 7-1 (對 스카버러, 1997)
- 최다 점수차 패배: 1-9 (對 토트넘 홋스퍼, 2009) 
 0-8 (對 첼시, 2010)

최다 관중
- 스프링필드 파크: 27,526명 (對 히어퍼드 유나이티드, 1953)
- DW 스타디움: 25,133명 (對 맨체스터 유나이티드, 2008)

리그 우승
- 풋볼 리그 2부/풋볼 리그 1

우승 (2): 2002-03/2015-16
- 풋볼 리그 3부/풋볼 리그 2

우승 (1): 1996-97
- 노던 프리미어리그

우승 (2): 1970-71, 1974-75
- 체셔 카운티 리그

우승 (3): 1933-34, 1934-35, 1935-36
컵 우승
- FA컵

우승 (1): 2012-13
- 풋볼 리그 트로피

우승 (2): 1984-85, 1998-99
- 노던 프리미어리그 챌린지 컵

우승 (1): 1971-72

### 선수 기록
출장
- 최연소 출장: 스티브 누젠트 (16세 132일, 對 레이턴 오리엔트, 1989)
- 최고령 출장: 데이브 비선트 (43세 235일, 對 동커스터 로버스, 2002)
- 최다 출장: 케빈 랭글리 (317경기, 1981-1986 & 1990-1994)
- 최다 연속 출장: 지미 불라드 (123경기, 2003-2005)

득점
- 최다 득점: 앤디 리델 (70골, 1998-2004)
- 한 시즌 최다 득점: 그램 존스 (31골, 1996-97)
- 프리미어리그 최다 득점: 우고 로다예가 (24골, 2009-2012)

이적료
- 최다 이적료 지불: 마우로 보세이 (650만 파운드, 에스투디안테스 라 플라타, 2010)
- 최다 이적료 수령: 안토니오 발렌시아 (1500만 파운드, 맨체스터 유나이티드, 2009)

## 선수

### 현재 선수 명단
참고: FIFA 자격 규정에 따라 소속된 국가대표팀 국기를 표시합니다. 선수는 복수의 FIFA 비회원국 국적을 가지고 있을 수 있습니다.
| 번호 | 포지션 | 국적       | 이름                                     |
| ---- | ------ | ---------- | ---------------------------------------- |
| 3    | DF     | 잉글랜드   | 제이크 벅스턴                            |
| 4    | MF     | 잉글랜드   | 데이비드 퍼킨스                          |
| 5    | DF     | 몬트세랫   | 도너보른 다니엘스                        |
| 6    | MF     | 잉글랜드   | 맥스 파워                                |
| 7    | MF     | 잉글랜드   | 알렉스 질베이                            |
| 8    | MF     | 이집트     | 샘 모시                                  |
| 9    | FW     | 북아일랜드 | 윌 그리그                                |
| 11   | FW     | 잉글랜드   | 아담 르 폰드레 (카디프 시티 FC에서 임대) |
| 12   | DF     | 잉글랜드   | 칼럼 코널리 (에버턴 FC에서 임대)         |
| 13   | DF     | 잉글랜드   | 앤디 켈렛                                |
| 14   | MF     |            | 조르디 고메즈                            |
| 15   | MF     | 잉글랜드   | 조던 플로레스                            |
| 16   | MF     | 웨일스     | 숀 맥도널드                              |
| 17   | MF     | 잉글랜드   | 마이클 제이콥스                          |
| 19   | MF     | 잉글랜드   | 라이언 터니클리프 (풀럼 FC에서 임대)     |

| 번호 | 포지션 | 국적       | 이름                                            |
| ---- | ------ | ---------- | ----------------------------------------------- |
| 20   | DF     | 웨일스     | 크레이그 모건                                   |
| 22   | GK     |            | 유시 얘스켈래이넨                               |
| 23   | DF     | 잉글랜드   | 스티븐 워녹 (주장)                              |
| 24   | DF     | 스코틀랜드 | 잭 헨드리                                       |
| 25   | MF     | 잉글랜드   | 닉 파월                                         |
| 27   | MF     | 잉글랜드   | 라이언 콜클러프                                 |
| 28   | GK     |            | 야콥 하우고르 (스토크 시티 FC에서 임대)         |
| 29   | DF     | 잉글랜드   | 루크 버크                                       |
| 30   | FW     | 잉글랜드   | 제임스 배리건                                   |
| 31   | MF     |            | 야닉 바일트슈트                                 |
| 32   | DF     | 잉글랜드   | 리스 버크 (웨스트햄 유나이티드 FC에서 임대)     |
| 33   | DF     | 잉글랜드   | 댄 번                                           |
| 43   | DF     | 잉글랜드   | 마커스 브라운 (웨스트햄 유나이티드 FC에서 임대) |
| --   | MF     | 잉글랜드   | 제이미 핸슨 (더비 카운티 FC에서 임대)           |

### 임대 선수 명단
참고: FIFA 자격 규정에 따라 소속된 국가대표팀 국기를 표시합니다. 선수는 복수의 FIFA 비회원국 국적을 가지고 있을 수 있습니다.
| 번호 | 포지션 | 국적     | 이름                        |
| ---- | ------ | -------- | --------------------------- |
| 13   | GK     | 잉글랜드 | 리 니콜스 (→ 노샘프턴 타운) |

## 역대 감독
| 감독                | 임기        |
| ------------------- | ----------- |
| 로베르토 마르티네스 | 2009 ~ 2013 |
| 오언 코일           | 2013        |
| 말키 매케이         | 2014 ~ 2015 |